# كارل بيوركمان
كارل بيوركمان (بالسويدية: Carl Björkman)‏ هو سياسي فنلندي، ولد في 15 فبراير 1873 في توركو في فنلندا، وتوفي في 5 سبتمبر 1948 في ماريهامن في فنلندا. انتخب Lantråd ‏ (10 يوليو 1922 – 30 ديسمبر 1938).